# Slanke grondwaterslak
De slanke grondwaterslak (Bythiospeum husmanni) is een slakkensoort uit de familie van de Hydrobiidae. De wetenschappelijke naam van de soort is voor het eerst geldig gepubliceerd in 1963 door C. Boettger.